# Carlos Pereyra
Carlos Hilario Pereyra Gómez (Saltillo, Coahuila, 3 de noviembre de 1871 - Madrid, 29 de junio de 1942) fue un abogado, diplomático, escritor e historiador mexicano. Su formación corresponde cronológicamente a la corriente positivista de finales del siglo XIX, por lo que se denota esta influencia en su obra.

## Abogado y articulista
Fue hijo de don Miguel Pereyra Bosque y de doña María de Jesús Gómez Méndez. Como abogado fue defensor de oficio en la Ciudad de México, agente del ministerio público y miembro de la comisión calificadora de Hacienda del estado de Coahuila.
Dirigió el periódico El Espectador en la ciudad de Monterrey, colaboró en el periódico El Norte de Chihuahua, en la Revista Positiva, El Imparcial y El Mundo Ilustrado en la Ciudad de México. Debido a su corriente positivista colaboró con Justo Sierra, pero fue de ideología contraria a Francisco Bulnes.

## Magisterio, diplomático y pensador
Ejerció la docencia en la Escuela Nacional Preparatoria y en la Escuela Nacional de Jurisprudencia de la Universidad de México; fue diputado y Secretario de la Embajada de México en Washington, encargado de negocios en Cuba, ministro plenipotenciario en Bélgica y Holanda; fue miembro del Tribunal Internacional de Arbitraje de La Haya en 1913.
En su carácter de ministro plenipotenciario de México, participó como delegado del Gobierno de México, en el Primer Congreso de la Policía Judicial Internacional, primer antecedente de lo que hoy es la Organización Internacional de la Policía Criminal, Interpol, realizado en Montecarlo, Mónaco, del 14 al 18 de abril de 1914.
Realizó un análisis de las relaciones de Estados Unidos y México, criticó la ideología del expansionismo estadounidense, a la que consideró cínica e injusta, reflejó sus críticas en los libros dedicados al análisis de la Doctrina Monroe. Junto con el argentino Manuel Ugarte y otros pensadores latinoamericanos se pronunció en contra de la creciente influencia de Estados Unidos en Latinoamérica.
Sin considerarse un antiliberal, no concordó con las ideas de la Revolución mexicana, y criticó a los caudillos revolucionarios  Francisco I. Madero, Pancho Villa, Venustiano Carranza, y Plutarco Elías Calles. Por otra parte, se declaró admirador de la ideología de Karl Marx [cita requerida].

## Escritor e historiador
Comenzando con su estado natal escribió Historia de Coahuila, lejos de pronunciarse como indigenista o regionalista, la obra apunta a inclinarse a un estilo de americanista. Se describen de forma indirecta las hazañas de Fernando de Magallanes, Juan Sebastián Elcano, Francisco Vázquez de Coronado y Pánfilo de Narváez; no obstante, Pereyra criticó las acciones de Nuño de Guzmán y resaltó el exterminio de la población nativa de Coahuila.
En 1916 se estableció en España,  a pesar de no haber solicitado la nacionalidad, consideró a este país de residencia como su nueva patria; conoció al venezolano Rufino Blanco Fombona y colaboró para Editorial América.
A finales del siglo XIX y principios del siglo XX, existía una corriente antiespañola, las investigaciones de los historiadores de habla inglesa como el escocés William Robertson, y el estadounidense William H. Prescott habían causado un gran impacto de naturaleza negativa hacia las acciones de los conquistadores españoles. Autores como el economista inglés William Cunningham o el historiador francés Charles Seignobos juzgaban severamente el período de dominación del Imperio español.
Pereyra se fijó el objetivo de reivindicar todo lo hispanoamericano e ibero, por lo que se dio a la tarea de revisar la historia de la obra de España en América, convirtiéndose en un reconocido hispanista, a tal punto que se dijo que era un "hispanista más hispanista que los propios españoles". 
Se especializó en las exploraciones marítimas, en las fundaciones en América y en la vida social hispanoamericana, realizando comparativos con la civilización inglesa en Norteamérica. En su obra plasmó su gran admiración por Vasco de Gama y Vasco Núñez de Balboa. Defendió la obra de Bernal Díaz del Castillo de las críticas de Robertson y Prescott. Supo valorar los distintos factores históricos según la época de que se tratara. No siempre intervinieron con igual intensidad las causa económicas, políticas e ideológicas. Cada tiempo histórico ofrece su peculiar dimensión que es preciso estudiar sin prejuicios elaborados de antemano. Pereyra mantuvo una constante apertura hacia todas aquellas personas que se acercaban con el noble afán de aprender. Entre sus alumnos, se encuentra Vicente Rodríguez Casado, fundador de la Escuela de Estudios Hispanoamericanos (Sevilla) y de la Universidad Hispanoamericana de Santa María de La Rábida (Huelva). Además, se pronunció en favor del Paraguay en el máximo conflicto bélico entre naciones latinoamericanas, la Guerra de la Triple Alianza y escribió varias obras al respecto.

## Académico y reconocimientos
Fue elegido miembro correspondiente de la Academia Mexicana de la Lengua. Fue miembro de la Academia Mexicana de la Historia, ocupó el sillón 23, de 1933 a 1942. Hacia 1934, a manera de reconocimiento, el gobierno español le otorgó un cargo en el Instituto «Gonzalo Fernández de Oviedo y Valdés», lugar  en donde trabajó con el salvadoreño Rodolfo Barón Castro; realizó diversas publicaciones en la Revista de Indias.  Murió el 29 de junio de 1942, su viuda cedió la biblioteca personal del escritor al Instituto. Sus restos reposan en la  Rotonda de los Hombres Ilustres de Coahuila.

## Publicaciones y obras
Entre sus obras y publicaciones se encuentran:
- Historia de Coahuila (1898-1904)
- De Barradas a Baudin: un libro de polémica historial (1904)
- Juárez discutido como dictador y estadista (1904)
- Correspondencia entre los principales intervencionistas mexicanos (1905)
- Hernán Cortés y la epopeya de Anáhuac (1906)
- Historia del pueblo mejicano (1906)
- La doctrina de Monroe: El destino manifiesto y el imperialismo (1908)
- El mito de Monroe (1914)
- Bolívar y Washington. Un paralelo imposible (1915)
- Descubrimiento y conquista de Méjico (1915) (Ampliación al prólogo a la obra de Bernal Díaz del Castillo)
- Tejas, la primera desmembración de Méjico (1917)
- Francisco Pizarro y el tesoro de Atahualpa (1917)
- El crimen de Woodrow Wilson: Su contubernio con Villa.- Sus atentados en Santo Domingo.- Su régimen corruptor en Nicaragua.- Los dos polos de la diplomacia yanqui: la hipocresía y el miedo. Prólogo de Rufino Blanco-Fombona (1917)
- La constitución de Estados Unidos como instrumento de dominación plutocrática (1917)
- Rosas y Thiers: La diplomacia europea en el Río de la Plata, 1838-1850 (1919)
- Francisco Solano López y la Guerra del Paraguay (1919)
- La Tercera Internacional. Doctrinas y controversias (1920)
- La Obra de España de América (1920)
- La conquista de las rutas oceánicas (1923)
- Historia de la América española (8 volúmenes) (1925)
- Las huellas de los conquistadores (1929)
- Breve historia de la América (1930)
- El mito de Monroe, 1763-1869 (1931)
- Cartas confidenciales de la Reina María Luisa y de don Manuel Godoy (1935)
- Los archivos secretos de la historia (1935)
- El fetiche constitucional americano: De Washington al segundo Roosevelt (1942)
- Quimeras y verdades en la historia. (1945)
- México falsificado (1949 edición póstuma)
- Prólogo y antología de la obra de Bernal Díaz del Castillo; Descubrimiento y conquista de Méjico (Historia verdadera la conquista de la Nueva España) (1915)
- Prólogo a la obra de Oliveria Lima, Formación histórica de la nacionalidad brasileña (1918)
- Prólogo de la obra de Othón Peust, La defensa nacional de México
- Prólogo de la obra de Eduardo Prado, La ilusión yanqui

## Compilaciones y biografías
- Carlos Pereyra, publicación de la Secretaría de Educación Pública (1948)
- Carlos Pereyra el hombre y su obra, notas y prólogo de Manuel González Ramírez (1948)
- Carlos Pereyra y su obra, Ángel Dotor y Municio (1948)
- Carlos Pereyra, caballero andante de la historia, México Instituto de Investigaciones Históricas, Andrés Quirarte (1952)
- El historiador Carlos Pereyra y su idea de la historia, Martha González Pérez (1964)
- Carlos Pereyra, Luis Garrido (1969)
- Carlos Pereyra, historiador de América, Edberto Oscar Acevedo (1986)
- Carlos Pereyra, Ramón Ezquerra Abadía (1987)